# Gen literar
Genul literar este o categorie a teoriei literaturii ce reunește opere asemănătoare prin raportul dintre artist și realitatea obiectivă, exprimată prin modalitatea specifică de a înfătișa omul, acțiunile și stările sale sufletești. Genul literar nu cunoaște delimitări rigide. Fiecărui gen i se subsumează diferite specii literare.
Genurile literare pot fi categorisite în funcție de tip (genul liric, genul epic, genul dramatic), de conținut (aventuri, erotic, thriller etc.).